# Villasante (Cervantes)
Villasante (llamada oficialmente Santiago de Vilasante) es una parroquia y una aldea española del municipio de Cervantes, en la provincia de Lugo, Galicia.

## Organización territorial
La parroquia está formada por cuatro entidades de población:
- O Fabal
- Pontorrón
- Vilar de Cucos
- Vilasante

## Demografía

### Parroquia
| Gráfica de evolución demográfica de Villasante (parroquia) entre 2000 y 2019 |
|                                                                              |
| Datos según el nomenclátor publicado por el INE.                             |

### Aldea
| Gráfica de evolución demográfica de Vilasante (aldea) entre 2000 y 2019 |
|                                                                         |
| Datos según el nomenclátor publicado por el INE.                        |